# Puesto de flores (María Luisa de la Riva y Callol-Muñoz)
Puesto de flores es un óleo sobre lienzo de 71 x 55 centímetros, realizado hacia 1887 por la artista María Luisa de la Riva. Pertenece a los fondos del Museo del Prado y actualmente está en depósito en la Diputación Provincial de Zamora.

## Historia
Aunque no hay un documento que lo confirme se cree que este cuadro fue la primera obra que de la Riva presentó en una exposición internacional. En 1884, de la Riva y su marido, el también pintor Domingo Muñoz Cuesta, trasladaron su residencia a París, donde Simonson, un reconocido marchante de la época, la aceptó como representada, introduciéndola en los salones de arte franceses y logrando que expusiera La Marchande de fleurs a Madrid (título del cuadro fuera de España) en la Exposición Internacional de París de 1885. Esta obra le abrió las puertas a otras exposiciones internacionales en las que ganaría varias medallas y menciones honoríficas, además del reconocimiento de la crítica y la consecuente popularidad que le permitió poder vivir como pintora profesional.
En 2020, Puesto de flores formó parte de la exposición Invitadas. Fragmentos sobre mujeres, ideología y artes plásticas en España (1833-1931) realizada por el Museo del Prado en Madrid.

## Descripción
El cuadro representa a una vendedora de flores posando junto a su mercancía ante la tapia de un jardín. A pesar del pequeño tamaño del cuadro en las macetas podemos reconocer fácilmente geranios, calas, pensamientos, rosas y un sinfín de plantas pintadas con gran precisión. La imagen resulta veraniega, luminosa y colorida. Que en esta obra aparezca la figura de la vendedora resulta un hecho relevante ya que de la Riva dedicó casi todas sus obras al género llamado de "naturaleza muerta" o a las flores, pero la representación de la vendedora mirando con cara triste consigue llamar la atención del espectador en lo difícil que resultaba para una mujer no profesionalizada ganarse la vida; tal como también reivindicaba en sus escritos su coetánea Pardo Bazán.